# Охрімович Андрій Олександрович
Андрій Олександрович Охрімович (22 квітня 1957, Дубно, Рівненська область — 2 листопада 2022) — український журналіст, телеведучий, поет.

## Життєпис
Народився 22 квітня 1957 року в м. Дубно (Рівненська область, нині Україна).
Закінчив Київський університет їм. Тараса Шевченка, спеціальність — журналістика.
Працював у друкованих ЗМІ: «Голос України», «Дзеркало тижня», багатотиражці «Київський політехнік», журналах «Ранок», «Всесвіт» тощо.
З 1990-х — на радіо «Свобода», створив ряд авторських проєктів:
- аналітична програма політико-культурологічного характеру «Альтернатива»,
- літературна програма «Каламар»,
- «Інтернет майдан» — аналіз всесвітнього павутиння,
- «Поштова скринька» — вихід на соціальні теми через листи слухачів.

З 2004 року на Першому Національному. Один із засновників, згодом автором, ведучий історичного проєкту «Далі буде…». Після закриття цього проєкту новим керівництвом Першого запропонував П'ятому каналу авторський просвітній проєкт «Машина часу». З 2010 року — автор, ведучий цієї програми. 
|  | Чому 5-й? Відчуття солідарності з каналом з'явилося ще під час Помаранчевих подій. Спостерігаючи за блискучою роботою журналістів, часто ловив себе на думці, що було б непогано пристати до цієї команди. Бажання, як відомо, мають тенденцію збуватись». |

|  | Творчість… локалізована естетичним кордоном НМ- та ПМ-дискурсів, тяжіє до символічно-концептуального конструктивізму. Поезії гранично насичені інтелектуалізованими образами і знаками культурного метаґештальту кінця ХХ ст. У художньому методі Охрімовича відчутні впливи поезії “шістдесятників” та (інтонаційно) Й. Бродського. |

Влітку 2014 року Андрій Охрімович потрапив до лікарні — під час робочої поїздки до Львова у нього стався інсульт. Після цього тривалий час хворів.
Помер 2 листопада 2022 року.

## Автор поезії
- Охрімович Андрій Олександрович. Замкнутий простір: Поезії / Опанас Заливаха (художн.). — Л. : Кальварія, 2002. — 148с. : іл. — ISBN 966-663-050-8

## Відзнаки та нагороди
- Відзнака Президента України — ювілейна медаль «25 років незалежності України» (2016).[6]
- Відзнака «Холодний Яр» — посвідчення за номером 120 Черкаської ОДА[7]